# Hans Henn
Hans Henn (Grimmelshausen, 19 dicembre 1926 – Garmisch-Partenkirchen, 14 agosto 1993) è stato un bobbista tedesco.

## Biografia
Viene ricordato come vincitore di una medaglia di bronzo nella sua disciplina, ottenuta ai campionati mondiali del 1955 (edizione tenutasi a St. Moritz, Svizzera) insieme ai suoi connazionali Jakob Nirschl, Franz Schelle e Edmund Koller
Le altre medaglie nella competizione furono assegnate alle nazionali svizzere. Partecipò alle olimpiadi invernali del 1956.